# 배트맨: 배트우먼의 수수께끼
《배트맨: 배트우먼의 수수께끼》(영어: Batman: Mystery of the Batwoman)는 2003년 배트맨 비디오 애니메이션 영화이다. 뉴 배트맨 어드벤처스의 설정에 기반하고 있으며, 배트맨, 배트우먼, 로빈(팀 드레이크), 펭귄, 베인이 출연한다.

## 성우진
- 케빈 콘로이 - 브루스 웨인 / 배트맨
- 킴벌리 브룩스 - 캐슬린 "캐시" 듀케인
- 켈리 리파 - 록샌 "록키" 밸런타인 박사
- 엘리사 가브리엘리 - 소니아 알카나 형사
- 키라 세지윅 - 배트우먼
- 데이비드 오그든 스티어스 - 펭귄
- 케빈 마이클 리처드슨 - 칼턴 듀케인
- 엑토르 엘리손도 - 베인
- 로버트 콘스탄초 - 하비 불럭 형사
- 팀 댕 - 케빈
- 밥 헤이스팅스 - 제임스 고든 경사
- 일라이 매리언솔 - 팀 드레이크 / 로빈
- 타라 스트롱 - 바버라 고든
- 존 버넌 - 루퍼트 손
- 에프렘 짐발리스트 주니어 - 알프레드 페니워스